# David Seymour (homme politique)
Pour les articles homonymes, voir David Seymour et Seymour.
David Seymour, né le 24 juin 1983 à Palmerston North, est un homme politique néo-zélandais, chef du parti ACT New Zealand et vice-Premier ministre de Nouvelle-Zélande.

## Biographie

### Origines et débuts
Fils d'une pharmacienne et d'un dessinateur, il est l'aîné de trois enfants et grandit à Whangarei. Il est maori, appartenant de par sa famille maternelle au hapu Ngati Rehia de l’iwi (tribu) Ngapuhi. Il étudie l'ingénierie électrique et la philosophie à l'université d'Auckland, et travaille comme ingénieur électrique avant d'émigrer un temps au Canada pour y travailler pour des think tank privés,,.

### Député
Il rejoint le parti ACT New Zealand, parti de la droite libertarienne, et est le seul élu de ce parti aux élections législatives de 2014, remportant la circonscription d'Epsom, la circonscription ayant la population la plus riche du pays, avec l'appui du Parti national qui appelle ses électeurs à voter pour lui,. Étant le seul député du parti, il en devient le chef en octobre 2014. Le Premier ministre John Key, chef du Parti national, lui propose un ministère, que David Seymour refuse ; il accepte seulement d'être sous-secrétaire parlementaire à la ministre de l'Éducation Hekia Parata (en). En 2015 il introduit avec succès une proposition de loi autorisant les pubs à ouvrir aux horaires des matchs de la Coupe du monde de rugby à XV 2015, c'est-à-dire très tôt le matin en raison du décalage horaire avec l'Angleterre et le pays de Galles où se joue la compétition,. 
Le parti ACT obtient des résultats désastreux aux élections de 2017, avec 0,5 % des voix, mais David Seymour conserve son siège d'Epsom avec le soutien du Parti national. Les élections étant remportées par le Parti travailliste de Jacinda Ardern, il siège sur les bancs de l'opposition. Sa proposition de loi pour légaliser l'aide au suicide pour les personnes en phase terminale de maladie létale est toutefois adoptée par le Parlement en 2019, puis par la population par référendum en 2020. 
Il mène à nouveau le parti aux élections de 2020, et ACT passe de 0,5 % à 7,6 % des voix, obtenant dix députés. 

### Ministre
Sous sa direction, le parti obtient 8,6 % des voix et onze députés aux élections de 2023, et participe gouvernement de coalition de droite tripartite mené par Christopher Luxon. David Seymour y est nommé « ministre de la Règlementation », chargé de la dérégulation, et sera le vice-Premier ministre pour la seconde moitié de la législature 2023-2026, à partir du 31 mai 2025,. 
La participation de son parti étant indispensable pour la formation d'un gouvernement, il obtient de la coalition de pouvoir introduire un projet de loi visant à proposer un référendum pour fixer dans la législation une nouvelle interprétation du traité de Waitangi, le traité de 1840 entre la Couronne et les tribus maories et considéré comme le document fondateur de la Nouvelle-Zélande. Le projet de loi introduit en 2024 propose que le traité soit interprété selon les trois principes suivants pour ce qui est de son application concrète : Le gouvernement de Nouvelle-Zélande et le Parlement de Nouvelle-Zélande sont légitimes (rejetant donc la position de ceux qui prétendent à une souveraineté maorie distincte) ; Le gouvernement défend le droit à la propriété de tous les Néo-Zélandais, et continuera de garantir aux Maoris la propriété de leurs terres et de leurs ressources ; Tous les Néo-Zélandais sont égaux face à la loi et ont les mêmes droits et les mêmes devoirs en tant que citoyens, dont le droit à ne pas subir de discrimination raciale,. David Seymour et le parti ACT précisent que la loi mettrait fin à certaines formes de co-gouvernance (en) locale avec des hapu maories, mais pas à toutes - par example, les hapu conserveraient leur droit à la co-gouvernance avec les autorités publiques des espaces naturels (lacs, rivières, montagnes). Par ailleurs, le parti soutient la continuation de programmes publics pour soutenir la langue maorie, la culture maorie, et les accords de compensation des hapu et iwi pour les confiscations de terres aux dix-neuvième et vingtième siècles. Pour autant, l'introduction du projet de loi est suivie de grandes manifestations d'opposition, les opposants au projet de loi affirmant qu'il vise à abroger le traité de Waitangi, à mettre fin au principe de partenariat entre la Couronne et les Maoris, et à étendre à tous les Néo-Zélandais des droits qui devraient être réservés aux Maoris.
Comme convenu dans l'accord de coalition, il devient le vice-Premier ministre de Nouvelle-Zélande le 31 mai 2025, succédant à Winston Peters.